# Terciární (chemie)
Termínem terciární se v organické chemii označují různé typy sloučenin (například alkoholy, alkylhalogenidy, aminy) nebo reaktivních meziproduktů (např. alkylové radikály a karbokationty). Terciární látky obsahují terciární centrální atomy, tedy takové, které jsou přímo navázány na tři uhlovodíkové skupiny.
|                        | Červeně jsou zvýrazněny centrální atomy. Srovnání primárních centrálních atomů se sekundárními, terciárními a kvarterními centrálními atomy. |            |           |            |
|                        | primární | sekundární | terciární | kvarterní  |
| Uhlíkový atom v alkanu | |            |           |            |
| Alkohol                | |            |           | neexistuje |
| Amin                   | |            |           |            |
| Amid                   | |            |           | neexistuje |
| Fosfin                 | |            |           |            |